# Ipomoea setosa
Ipomoea setosa là một loài thực vật có hoa trong họ Bìm bìm. Loài này được Ker Gawl. mô tả khoa học đầu tiên năm 1818.

## Hình ảnh

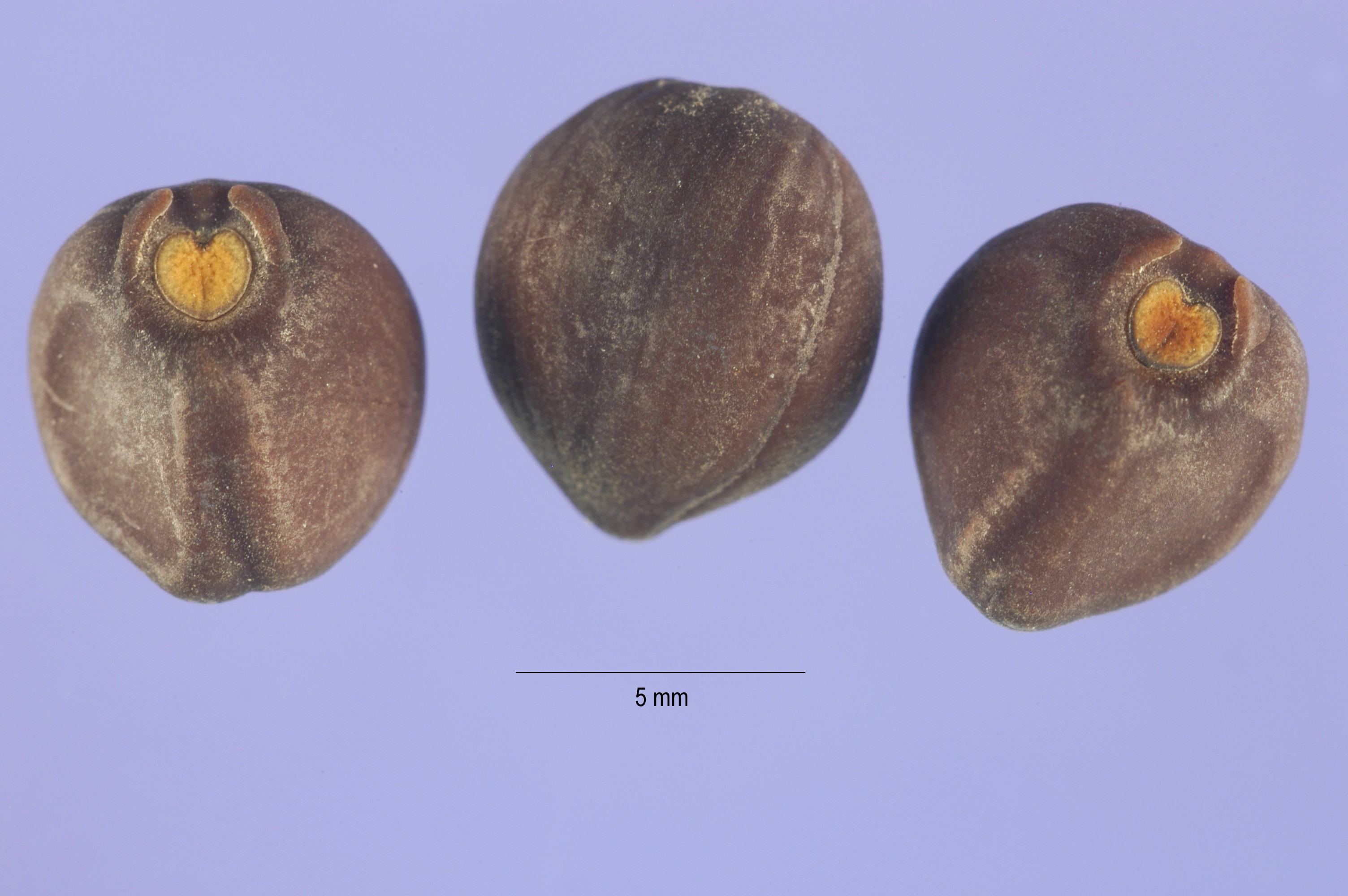
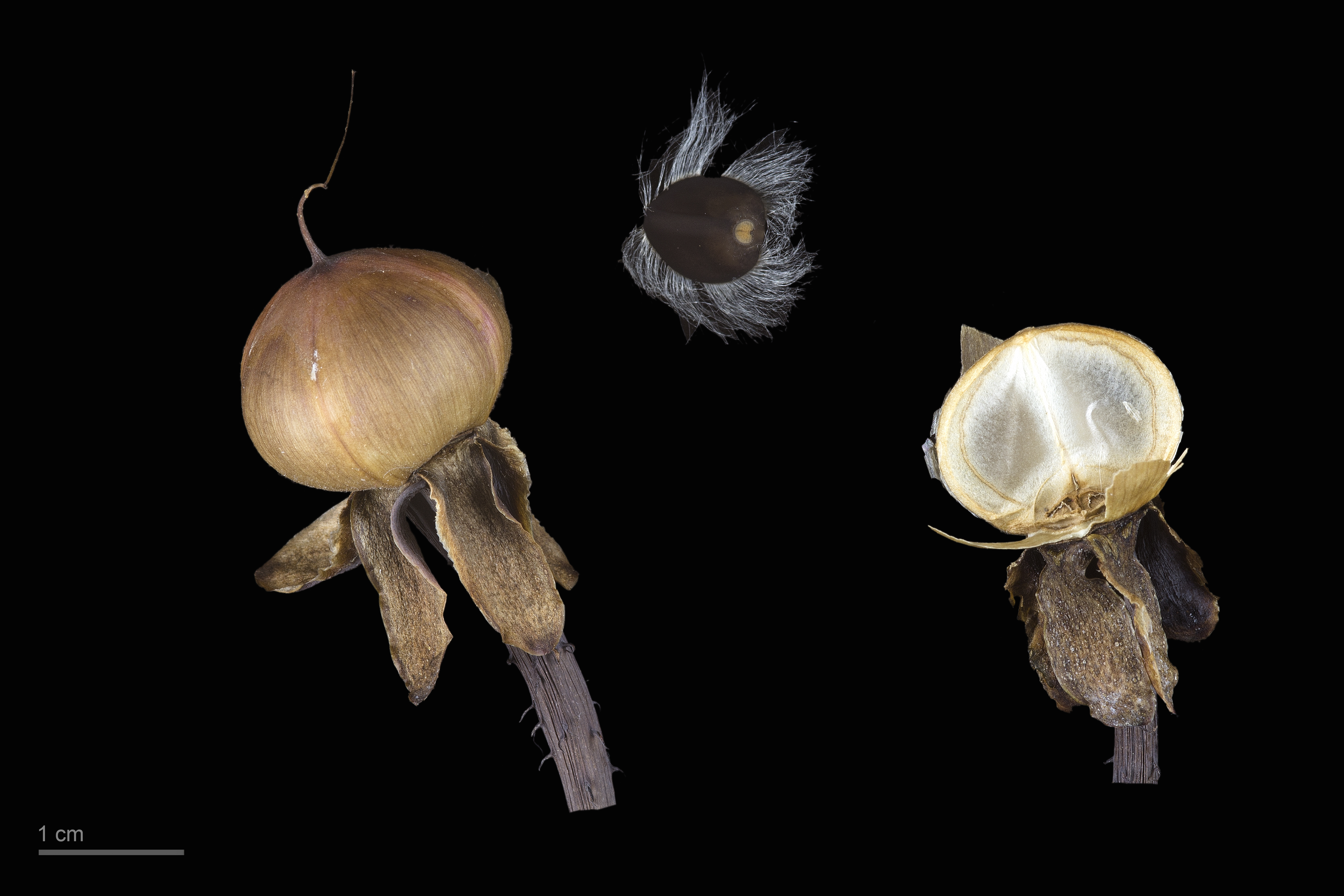
Ipomoea setosa